# Ingvild Bryn
Ingvild Bryn, född 18 mars 1961, är en norsk journalist och programledare i NRK. Hon är speciellt känd som nyhetsuppläsare i Dagsrevyen, där hon började 1990.
Tillsammans med Morten Harket var hon värd för Eurovision Song Contest 1996. Hon var NRK:s korrespondent i Washington 1996-1999. Bryn är en ofta anlitad konferencier. Hon är förespråkare för nynorska. Hon är syster til NRK-journalisten Herborg Bryn.

## Priser
- Kringkastingsprisen 1998